# 常陸大宮市立大宮中学校
常陸大宮市立大宮中学校（ひたちおおみやしりつ おおみや ちゅうがっこう）は、茨城県常陸大宮市抽ケ台町にある公立中学校。

## 概要
生徒数は約440人で、常陸大宮市内の中学校で一番多い。略称は「宮中」。近くには常陸大宮市立大宮西小学校と茨城県立常陸大宮高等学校がある。

## 沿革
- 1947年（昭和22年）5月3日 - 茨城県那珂郡大宮町立大宮中学校開校。
- 1948年（昭和23年）11月5日 - 第1校舎竣工、同日移転。
- 1952年（昭和27年）4月1日 - 校訓制定（自主・責任・協同・健康・勤労）
- 1952年（昭和27年）7月20日 - 校歌・応援歌制定。
- 1964年（昭和39年）4月1日 - 大場中学校吸収統合。
- 1969年（昭和44年）4月1日 - 世喜中学校吸収統合。
- 1972年（昭和47年）7月24日 - 新校舎へ移転（現在の校舎）。
- 1972年（昭和47年）12月1日 - 体育館竣工。
- 1973年（昭和48年）11月9日 - 校門設置。
- 1982年（昭和57年）2月15日 - 立志の森完成。
- 1991年（平成3年）8月31日 - 南校舎大規模改造工事完了。
- 1992年（平成4年）8月31日 - 北校舎大規模改造工事完了、パソコン室新設。
- 1998年（平成10年）11月1日 - 創立50周年記念事業記念式典。
- 2002年（平成14年）3月20日 - 水泳プール新設。
- 2004年（平成16年）10月16日 - 市町村合併により、常陸大宮市立大宮中学校に改称。
- 2011年（平成23年）3月11日 - 東日本大震災（東北地方太平洋沖地震）により校舎と体育館が使用不可に。
- 2014年（平成26年）3月 - 常陸大宮市立第一中学校を統合。[1]

## 部活動
- 野球部
- サッカー部
- ソフトボール部
- テニス部（男・女）
- バスケットボール部（男・女）
- 卓球部（男・女）
- 剣道部（男・女）
- バレーボール部
- 選抜陸上部
- 美術部
- 吹奏楽部
- 生活・技術研究部

## 学区内の小学校
- 常陸大宮市立大宮小学校
- 常陸大宮市立大宮西小学校
- 常陸大宮市立世喜小学校
- 常陸大宮市立大場小学校